# Sium repandum
Sium repandum là một loài thực vật có hoa trong họ Hoa tán. Loài này được Welw. ex Hiern miêu tả khoa học đầu tiên năm 1898.